# Schönermannalpe
Die Schönermannalpe (auch Alpe Schönermann oder Alpe Schöner Mann) ist eine Alpe am Berghang oberhalb des Dorfes Ebnit. Sie liegt zwar im Gemeindegebiet der österreichischen Stadt Dornbirn, befindet sich aber im Besitz der Marktgemeinde Lustenau.

## Lage

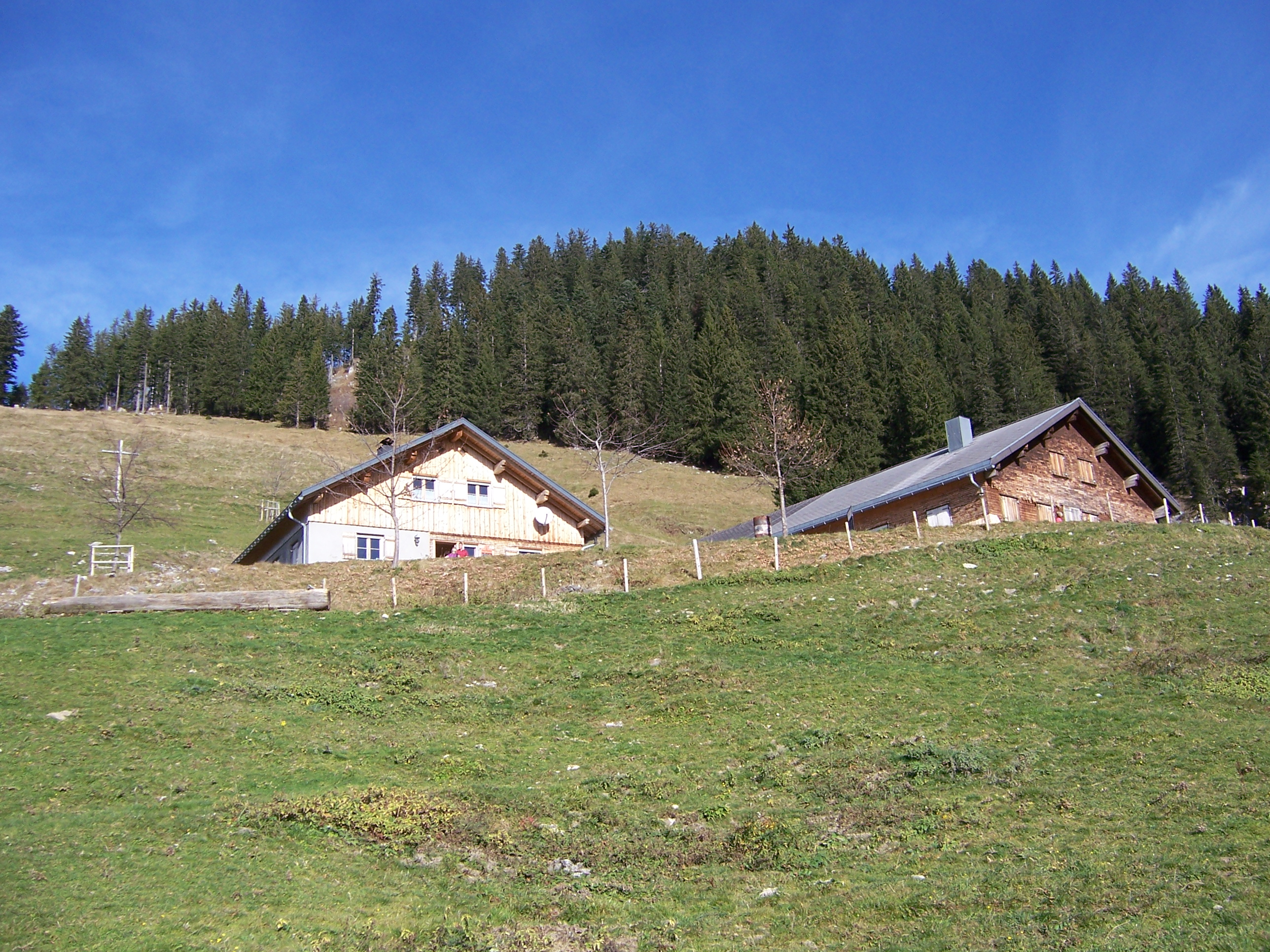
Schönermannalpe von Süden.

Die Alpe befindet sich am Südhang des Wängkopfes. Die Alphütte liegt etwa 700 m nordwestlich der Pfarrkirche Ebnit auf einer Höhe von 1383 m ü. A.

## Geschichte
Die Schönermannalpe wurde ursprünglich von den Walsern aus dem Ebnitertal als „Vorderberg“ bezeichnet (der Hinterberg mit der Hinterbergalpe ist etwa 700 m Luftlinie, nach Nordosten gesehen, entfernt). Der Name „Schönenmann“ wurde 1570 in einer „Holzordnung“ erstmals urkundlich erwähnt, als es darum ging, Waldbestände in Bann- und Fronwälder einzuteilen.
Am 23. Jänner 1809 schenkte Gräfin Maria Walburga Waldburg-Zeil die Alpe Schönermann der Gemeinde Lustenau. Anlass war ein Besuch der Gräfin im Ort, der zu diesem Zeitpunkt noch ihrer Patrimonialgerichtsbarkeit unterstand.
1982 wurde die ursprüngliche Alphütte abgetragen, bei der vermutet wird, dass es sich dabei um das mehrere hundert Jahre alte Originalgebäude handelte. Bauart und der Stil hatten Parallelen zu der Urhütte der „Herrenalpe“ Altenhof gezeigt.

## Nutzung
Die Eigentümerin der Alpe, die Marktgemeinde Lustenau, verpachtet die insgesamt etwa 56 Hektar Weidefläche und 69 Hektar Waldfläche an eine Agrargemeinschaft. Ein Teil der gewonnenen Milch wird in der hauseigenen Sennerei zu Käse verarbeitet.